# Parthenodes pampalis
Parthenodes pampalis là một loài bướm đêm trong họ Crambidae.